# St. Michael (Michelrieth)

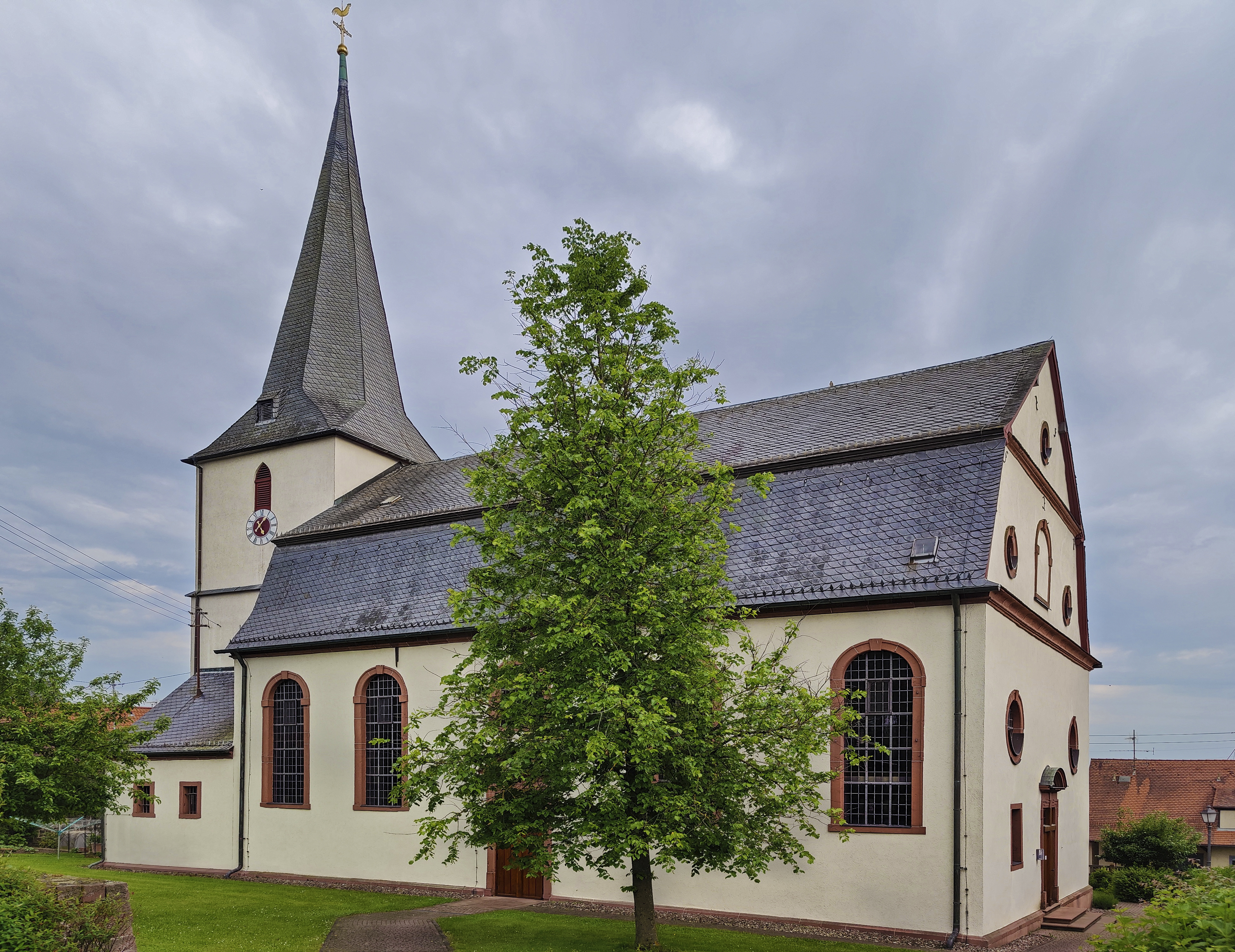
St. Michael (Michelrieth)

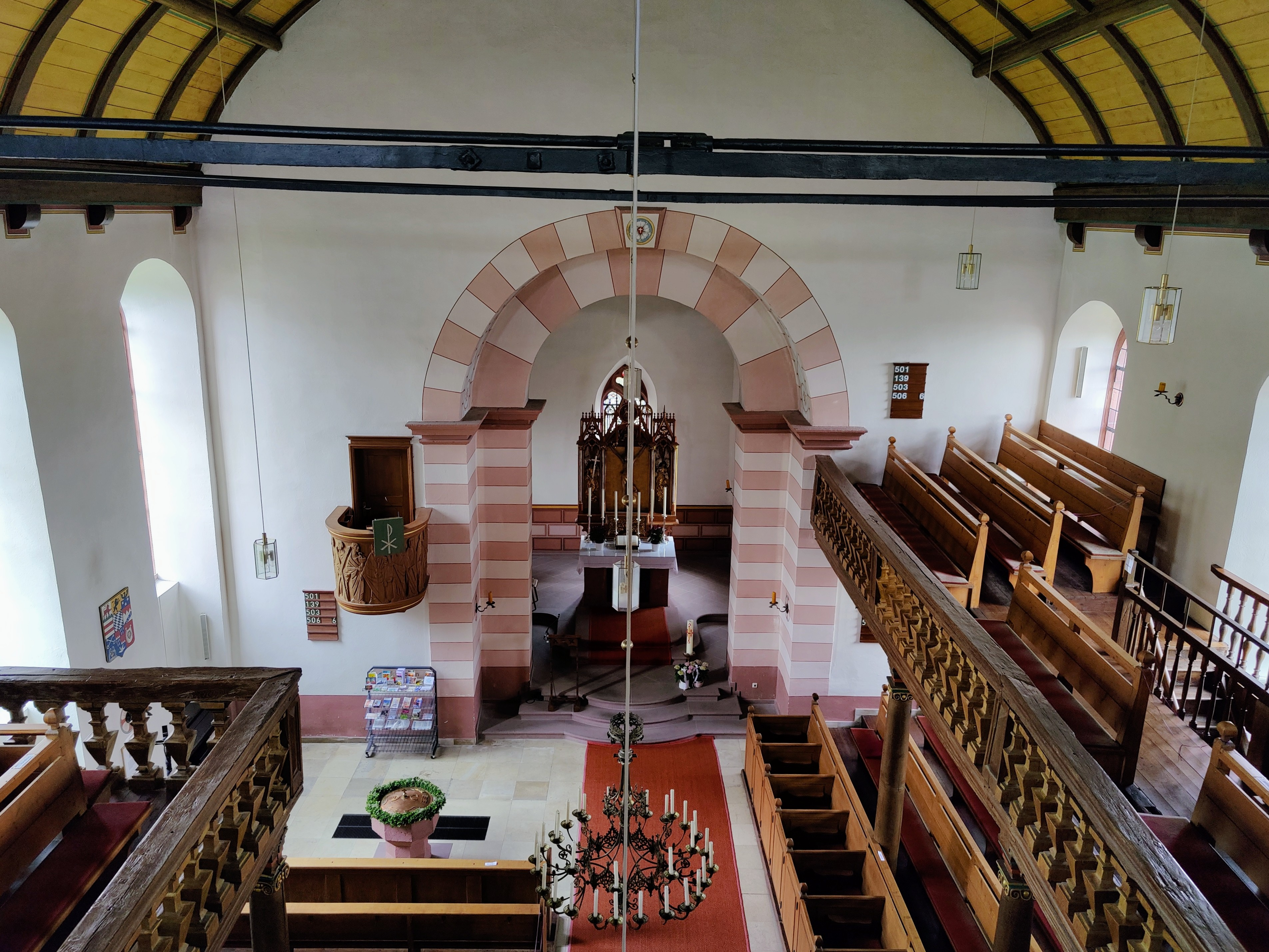
Innenraum (2021)

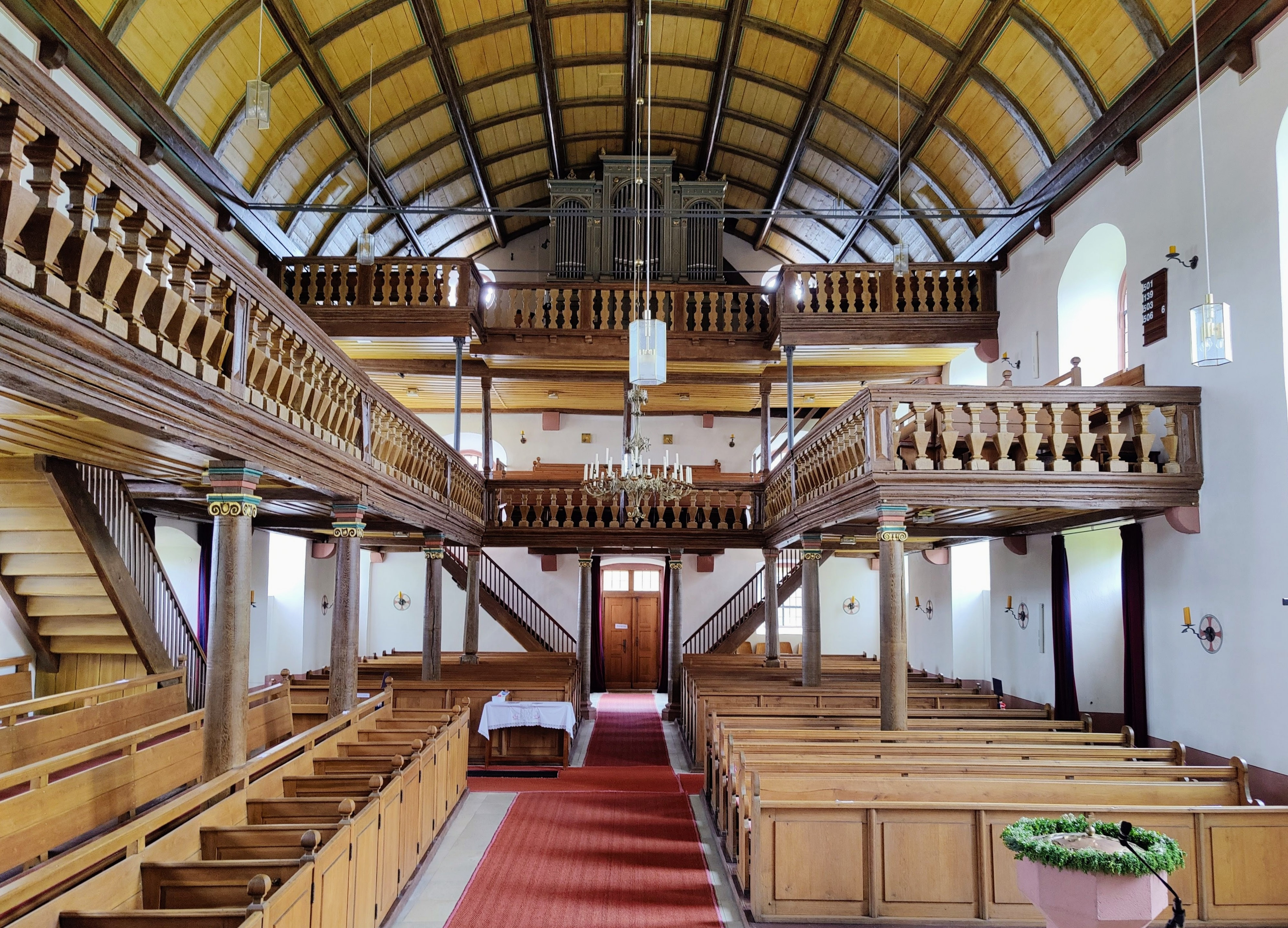
Blick zur Orgel

Die evangelische Pfarrkirche St. Michael steht in Michelrieth, einem Gemeindeteil der Stadt Marktheidenfeld im unterfränkischen Landkreis Main-Spessart in Bayern. Das denkmalgeschützte Bauwerk hat einen spätgotischen Chor. Die Kirchengemeinde gehört zur Pfarrei Michelrieth im Dekanat Aschaffenburg im Kirchenkreis Ansbach-Würzburg der Evangelisch-Lutherischen Kirche in Bayern.

## Beschreibung
Der Chorturm wurde 1495 erbaut. An ihn wurde 1734–37 das neue barocke, mit einem Mansarddach bedeckte Langhaus angebaut, weil das alte die vielen Gläubigen nicht mehr fassen konnte. Der Chorturm wurde um ein Geschoss aufgestockt, das die Turmuhr und den Glockenstuhl beherbergt, und mit einem achtseitigen Knickhelm bedeckt. 
1884 wurde der alte Altar verkauft und ein neugotischer erworben. 1892/93 wurde der Innenraum neugotisch umgestaltet und ausgemalt, die Empore erweitert sowie eine neue Kanzel angeschafft. Bei der Kirchenrenovierung 1956/57 wurde die bunte Innenraumgestaltung von 1892/93 weiß übermalt. Neue Kirchenbänke und eine neue Kanzel kamen hinzu. Bei der letzten Innenrenovierung wurde die Farbigkeit von 1892/93 wieder hergestellt.

## Orgel
Die Orgel mit 16 Registern auf zwei Manualen und Pedal wurde 1878  von Steinmeyer Orgelbau erbaut und 1970 restauriert. Die Disposition lautet:
| I Manual C–f3 |       |
| Bourdon       | 16′   |
| Principal     | 8′    |
| Gedeckt       | 8′    |
| Gamba         | 8′    |
| Octav         | 4′    |
| Flöte         | 4′    |
| Octav         | 2′    |
| Mixtur        | 2 ⁄3′ |

| II Manual C–f3   |    |
| Geigen-Principal | 8′ |
| Lieblich Gedeckt | 8′ |
| Salicional       | 8′ |
| Fugara           | 4′ |

| Pedal C–d1 |     |
| Subbaß     | 16′ |
| Violon     | 16′ |
| Octavbaß   | 8′  |
| Cello      | 8′  |

- Koppeln: I/P
- Nebenregister: Windventil, Calcant
- Bemerkungen: Kegellade, mechanische Spiel- und Registertraktur, neuromanischer Prospekt